# Pietro Beretta
Pietro Beretta (Gardone Val Trompia, 22 aprile 1870 – Gardone Val Trompia, 1º maggio 1957) è stato un imprenditore italiano.

## Biografia

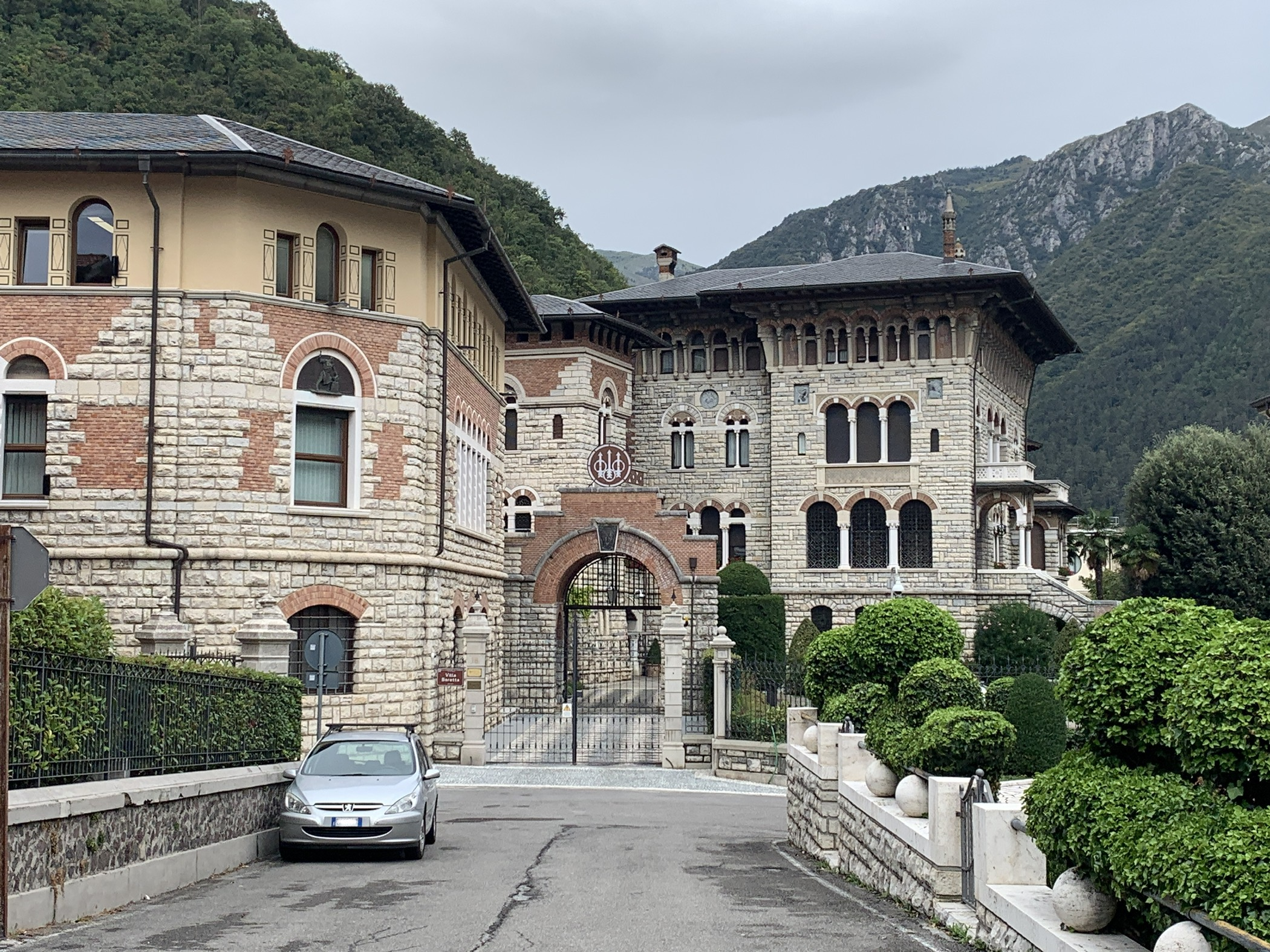
Villa Beretta a Gardone Val Trompia (BS)

Nel 1903 ereditò dal padre Pier Giuseppe Beretta l'azienda armaiola Beretta, fondata nel 1526 da Bartolomeo Beretta. Beretta restaurò la fabbrica e nel 1915 distribuì la Beretta M15, utilizzata dal Regio Esercito durante la prima guerra mondiale.
Acquistò ulteriore notorietà con la messa a punto del moschetto Beretta MAB 38 nel 1938 e con il fucile a canne sovrapposte del 1955.